# 小说月报 (1980年)
《小说月报》创刊于1980年，是中国大陆文学类月刊，编辑部位于天津市。此刊物由百花文艺出版社主办。
《小说月报》在2018年被中华人民共和国国家新闻出版广电总局新闻报刊司评为2017年全国“百强报刊”。